# Henri de Prusse (1726-1802)
Pour les articles homonymes, voir Henri de Prusse.
Frédéric Henri Louis (en allemand : Heinrich Friedrich Ludwig), communément connu sous le nom de Henri de Prusse (Berlin, 18 janvier 1726 – Rheinsberg, 3 août 1802), est le fils de Frédéric-Guillaume Ier de Prusse et le frère de Frédéric le Grand. Il servit comme général et homme d'État. En 1786, il fut pressenti pour être roi ou président des nouveaux États-Unis d'Amérique.

## Jeunesse, débuts militaires et vie privée
Henri est le 13e enfant et sixième fils du roi-sergent et de la reine, née princesse Sophie-Dorothée de Hanovre. Cependant, trois des fils du couple royal étant mort en bas âge, il est le cadet du roi Frédéric II et du prince Auguste-Guillaume mais l'aîné du prince Auguste.  En 1740, il n'a que 14 ans quand son frère Frédéric, devenu roi, le nomme colonel du 35e régiment d'infanterie et l'entraîne dans la première guerre de Silésie (1740-1742).

Le palais du Prince Henri à Berlin, il abrite aujourd'hui l'université Humboldt.

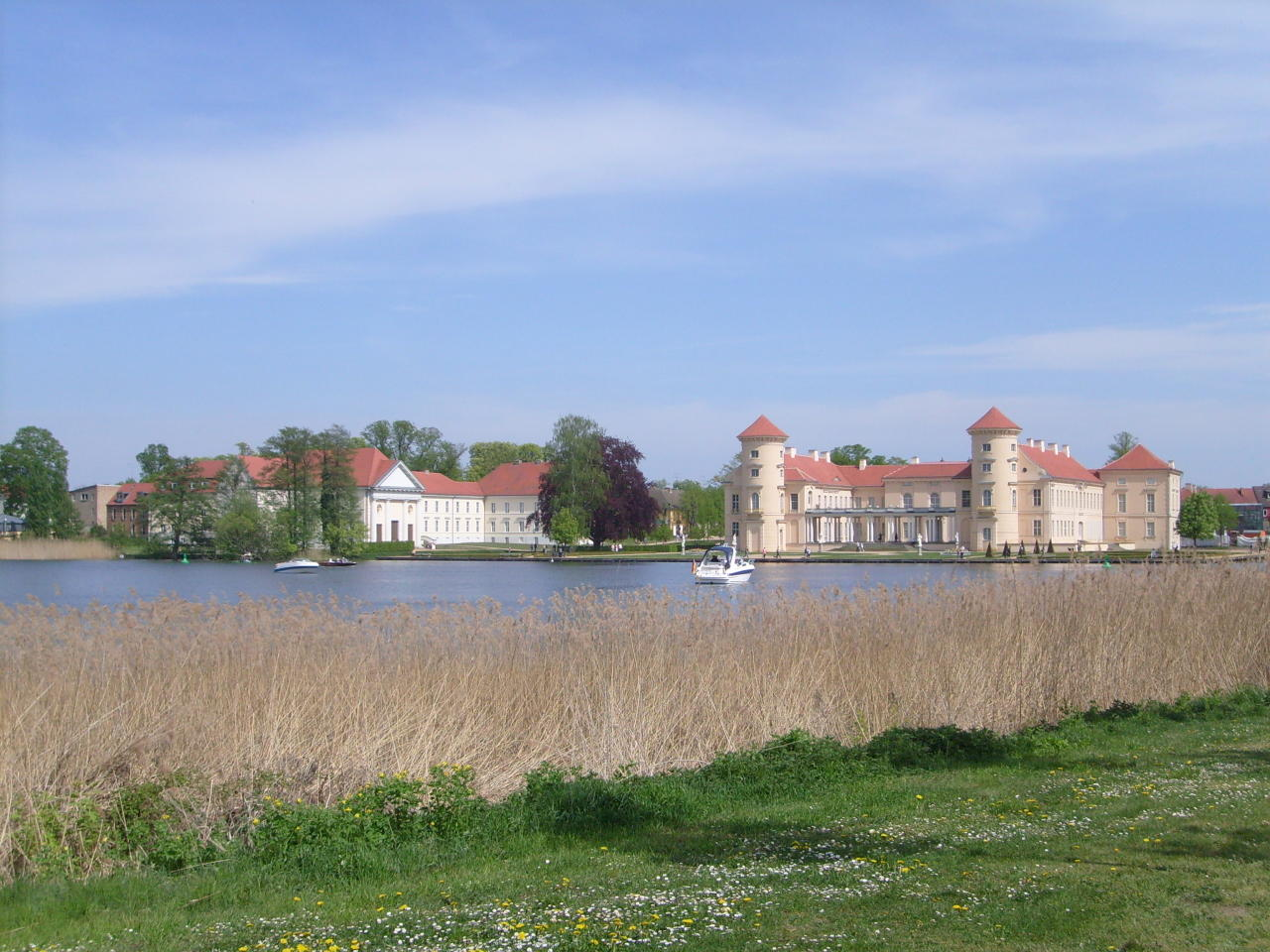
Le château de Rheinsberg et son théâtre.

Le 25 juin 1752 à Charlottenburg, Henri épouse Wilhelmine de Hesse-Cassel, proposée par son frère, afin d'obtenir son propre budget annuel. Tous deux vivaient dans le palais du Prince Henri à Berlin, dans des ailes latérales opposées. Le palais était un don de Frédéric II, comme le château de Rheinsberg, que le roi avait lui-même habité comme prince héritier et qui est devenu la résidence préférée d'Henri. Le mariage étant toujours resté plutôt formel, ils n'auront pas d'enfant. 
Henri était le préféré de Frédéric, après bien évidemment leur sœur aînée Wilhelmine ; toutefois, les conflits entre le jeune prince et Frédéric le Grand sont presque légendaires. Henri, qui vit dans l'ombre de son frère aîné, ne manque pas de le critiquer sur sa stratégie militaire et sur sa politique étrangère. En 1753, il publie ses mémoires sous le pseudonyme de « maréchal Gessler ». Les deux frères ont également partagé leur affinité homosexuelle, ce qui a parfois conduit à des rivalités. En 1774, Henri acheta le château de Meseberg, non loin de Rheinsberg, et le donna en cadeau à son favori, l'officier Christian Ludwig von Kaphengst (1740–1800). Celui-ci, gaspilleur, a hypothéqué ses biens, et en 1784 Henri a dû emprunter 130 000 thalers en France pour payer ses dettes, dont le roi Louis XVI était personnellement garant. Henri s'est désormais séparé de Kaphengst.

## Prouesses militaires
Lorsqu'éclate la guerre de Sept Ans en 1756, Henri commande une brigade lors de l'invasion de Saxe. Le 16 février 1757, il est nommé lieutenant général. Il joue un rôle déterminant dans la bataille de Prague, faisant l'admiration des soldats et des officiers.
Après la défaite de la bataille de Kolin, il dirige la retraite avec le feld-maréchal Keith. Dans la bataille de Rossbach, le 5 novembre 1757, Henri commande l'aile droite qui mène une attaque décisive. Une blessure le contraint à une période de convalescence à Leipzig jusqu'au printemps 1758.
Après sa guérison, le prince Henri reçoit un commandement en Saxe, où il manœuvre si bien contre les Français qu'il conquiert le duché de Brunswick-Lunebourg. Il opère de manière offensive contre l'armée impériale et la repousse sur le Main, en 1759.
Dans la bataille de Kunersdorf, le 12 août après un premier succès contre une aile des armées coalisées d'Autriche et de Russie, Henri exhorte Frédéric II à rompre le combat, mais le roi, qui a déjà envoyé à Berlin la nouvelle de la victoire, le presse d'attaquer. La journée se termine par la victoire totale des armées alliées sur une armée prussienne pratiquement anéantie et laissant le royaume sans défense.
C'est lui qui est chargé d'organiser la retraite, et désormais Frédéric se fie à lui pour commander l'armée prussienne sur le front de l'est. Bien lui en prend, car Henri ne perd plus jamais de bataille. Il vainc un corps autrichien à la bataille de Hoyerswerda, le 25 septembre 1759, et un autre à Pretzsch le 29 octobre. En 1760, il commande un corps de 36 000 soldats en Silésie, chargé de s'opposer aux Russes et de surveiller le cours de l'Oder. Malgré son infériorité numérique, l'armée prussienne contient les Russes et délivre Breslau assiégée par les Autrichiens.
En automne, se disputant avec son frère, Henri démissionne de l'armée et se retire à Głogów, prétextant la maladie, mais Frédéric le rappelle l'année suivante pour défendre la Saxe et surveiller les Autrichiens de Daun.
Le 29 octobre 1762, Henri remporte une victoire fameuse qui inverse le cours de la guerre, à la bataille de Freiberg.

## Carrière politique

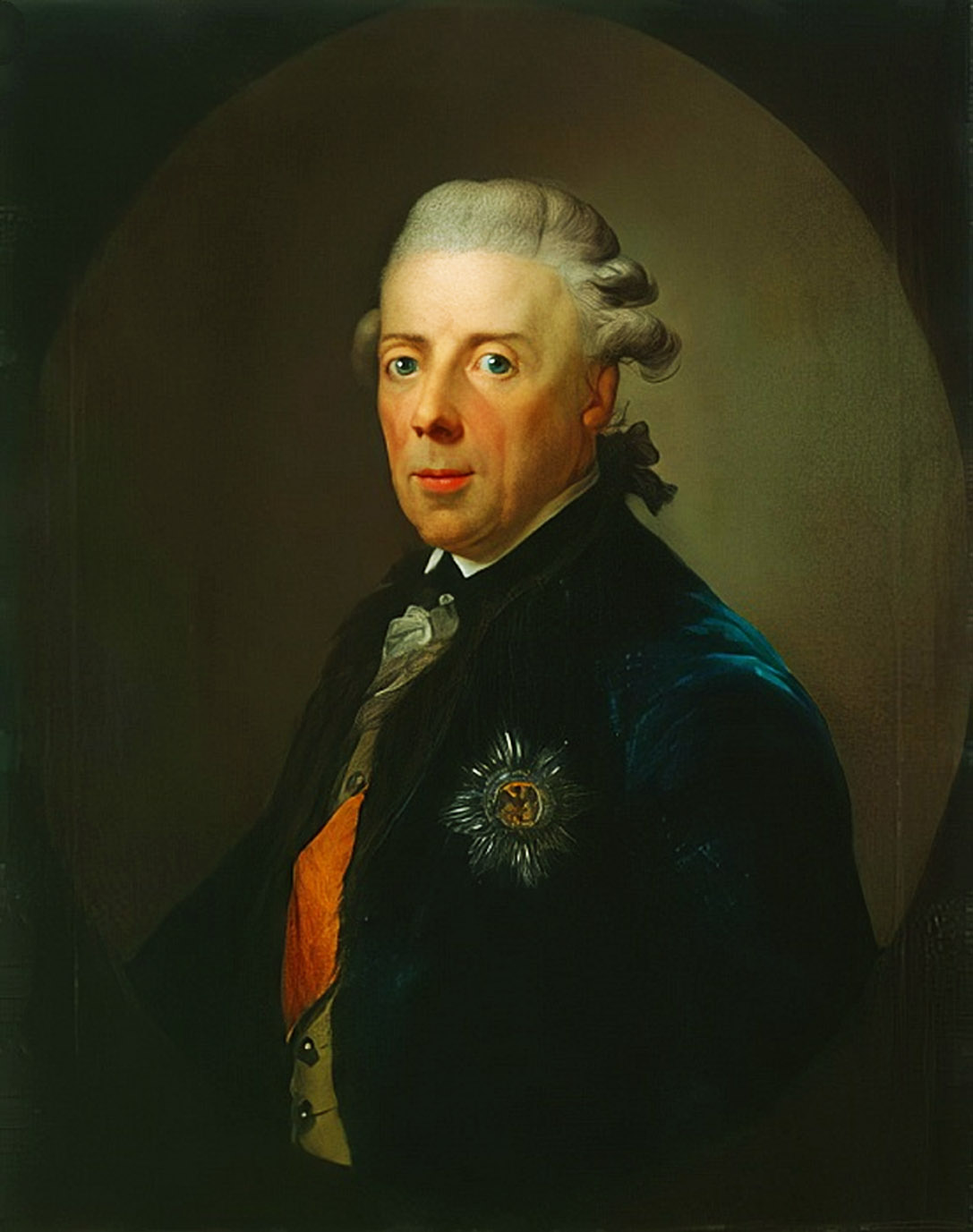
Prince Henri de Prusse.

Après la guerre de Sept Ans, le prince Henri travaille pour son pays comme un diplomate astucieux.  Voyageant de Stockholm à Saint-Pétersbourg, il permet de planifier la première partition de la Pologne. Dans les années 1780 il fait encore deux voyages en France.
Henri tente vainement d'obtenir pour lui-même une principauté et par deux fois de devenir roi de Pologne, mais cette idée déplait à Frédéric II. Celui-ci l'empêche encore de devenir le souverain d'un royaume que Catherine II de Russie envisage de créer en Valachie. En 1784, il se rendit en mission diplomatique à la cour de Versailles. 
En 1786, Nathaniel Gorham, président du Congrès des États-Unis et Friedrich Wilhelm von Steuben, suggèrent à Alexander Hamilton qu'Henri de Prusse pourrait devenir président ou roi des États-Unis, mais l'offre est révoquée avant que le prince n'ait le temps de donner une réponse,.
Après la mort de Frédéric II en 1786, Henri espère obtenir une position plus influente dans le gouvernement prussien en tant que conseiller du nouveau roi Frédéric-Guillaume II, son neveu, mais ce n'est que pendant les dernières années de sa vie, sous le règne de Frédéric-Guillaume III qui règne à partir de 1797, qu'il y parvient. 
D'octobre 1788 à mars 1789 il entreprit un deuxième séjour à Paris, en tant que personne privée, quelques mois avant la prise de la Bastille, et y a été présenté dans les salons pré-révolutionnaires. Ses espoirs de réformes par les États généraux de 1789 et d'une réforme financière dont il a discuté avec Jacques Necker (avec l'abolition de l'exonération fiscale de la noblesse et du clergé) ne se sont pas matérialisés. Après son retour en Prusse, il a sympathisé avec la révolution française du début. Voltaire avait vu dans Frédéric II l'incarnation de son « roi philosophe ». Henri fut sans doute l'homme de « l'âge de raison » que Voltaire avait espéré.
Pendant les Guerres de Coalitions, il écrivit de nombreux mémorandums politiques et militaires, mais son neveu et ses ministres l'observaient rarement. À maintes reprises, il a plaidé, en vain, pour une paix avec la France révolutionnaire à partir de 1796, même pour une alliance avec le Directoire. En novembre 1800, Louis Bonaparte lui rendit visite à Rheinsberg.

## Une cour francophile

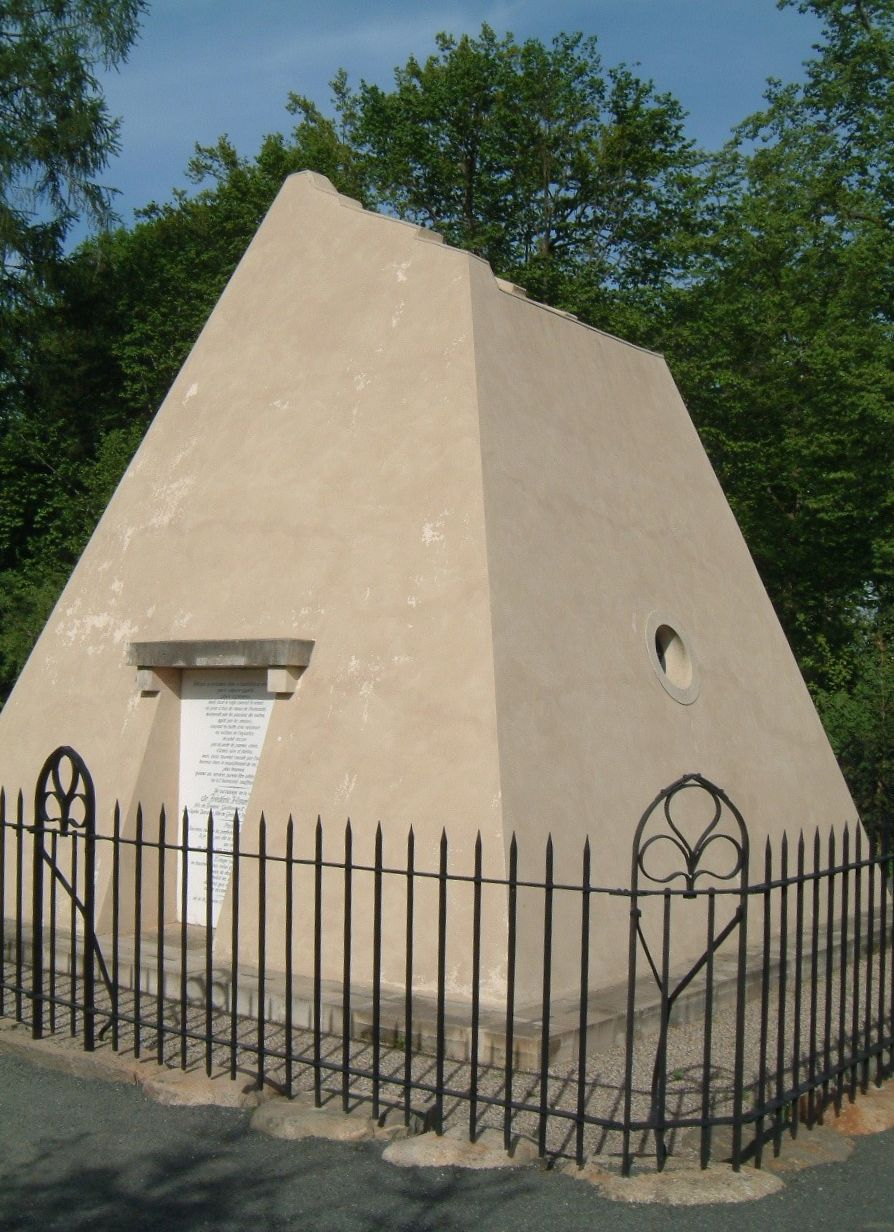
Tombe du prince Henri.

La cour d'Henri de Prusse accueille une troupe théâtrale francophone d'amateurs et de professionnels, qui se représente de 1753 à 1802 ; ce milieu aristocratique sera un refuge de prédilecion pour les nobles français exilés lors de la Révolution française. On y représente des opéras-comiques français dans la langue d'origine, ce qui permet à tout un chacun d'améliorer sa connaissance du français. Sedaine ou Favart y sont particulièrement mis à l'honneur. On apprécie les compositeurs français comme Grétry ou Philidor. Des musiciens de renommée s'y retrouvent : entre 1764 et 1780, Johann Peter Salomon est directeur de la musique de la troupe, il laissera sa place dans les années 1780 à Johann Abraham Peter Schulz, qui occupa un poste similaire à la cour de Frédéric II.
Inhumé dans le parc du château de Rheinsberg qu'il aimait tant, son épitaphe est en français.